# Sant Llorenç de Balàfia
Sant Llorenç de Balàfia (en español, San Lorenzo de Balafia) es una población del municipio de San Juan Bautista (en catalán y oficialmente Sant Joan de Labritja), en Ibiza (Islas Baleares, España), al noreste de la isla. Tiene una población de 1.525 habitantes a fecha de 2009, gran parte de ella diseminada. 
El origen de la población se encuentra en la aldea de Balàfia, donde todavía pervive una buena muestra de arquitectura típica ibicenca. En concreto, es un lugar conformado por cinco viviendas, dos torres defensivas (edificadas para protegerse de los ataques de los piratas turcos) y dos molinos de aceite, que conforman un patrimonio arqueológico de primer orden en la isla. Algunas viviendas aún conservan cruces blancas pintadas en las fachadas, una tradición que buscaba la protección de las casas.
Separada de Balàfia se encuentra la iglesia de San Lorenzo, que da nombre a la parroquia. Fue construida en 1785. Otros vendas de Sant Llorenç son: Bellmunt, es Boletar, Canadella, es Codolar, es Forn Blanc, Porrals y Safragell.